# Conrad Ier de Bohême
Conrad Ier, né vers 1036 et mort le 6 septembre 1092 à Prague, est un prince de la dynastie des Přemyslides, fils du duc Bretislav Ier de Bohême et de Judith de Schweinfurt. L'un des princes de Moravie, il fut remis en possession de Znojmo en 1054 et de Brno en 1061. Il devient duc de Bohême pour une courte période en 1092.

## Biographie
Conrad est le troisième des cinq fils du duc Bretislav Ier de Bohême et de son épouse Judith, fille du margrave Henri de Schweinfurt. Pendant la dernière période de son règne, son père a préparé la succession au duché de Bohême : Alors que son fils aîné Spytihněv II devait régner à Prague, les trois frères cadets devraient diriger des principautés en Moravie. Conrad, « parce qu'il connaissait l'allemand » (Cosmas de Prague), obtint la partie méridionale près de la frontière avec le margraviat d'Autriche.

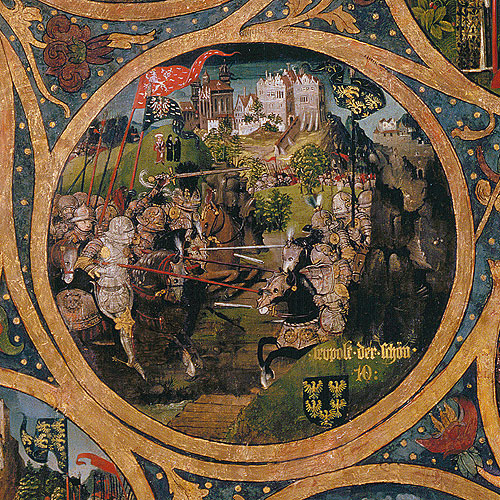
L'attaque des Bohémiens à Mailberg, extrait de l'arbre généalogique des Babenberg, Klosterneuburg (v. 1492).

Peu de temps après la mort de Bretislav le 20 janvier 1055, cependant, une querelle éclate entre ses fils. Spytihněv  insistait sur le droit de la primogéniture et Conrad doit bientôt rentrer à la cour de Prague. Il ne reçoit la part qui lui revient qu'à la mort de Spytihněv en 1061. 
En accord avec la noblesse locale, il règne longtemps sur les fiefs de Brno et de Znojmo. En 1068, il s'est montré favorable à la nomination de son frère cadet Jaromír comme évêque de Prague. Avec son frère le duc Vratislav II de Bohême, il fit plusieurs campagnes contre le roi Boleslas II de Pologne et également contre le margrave Léopold II d'Autriche, un allié de l'antiroi Hermann de Salm, en 1082. 
À la mort de leur frère cadet Othon, prince d'Olomouc, en 1086, un nouveau désaccord entre Vratislav II et Conrad a commencé, mais sans résultat. Finalement, conformément à la loi de succession de type séniorat institué par son père, Conrad peut succéder à son frère Vratislav, mort le 14 janvier 1092, sur le trône à Prague. Néanmoins, il meurt lui-même dès le 6 septembre suivant.

## Postérité
De son mariage en 1054 avec la noble bavaroise Wilpirk de Tengling (Hildeburge), possiblement une fille du comte Sieghard VII dans le Chiemgau, il a eu deux fils :
- Ulrich, prince de Brno de 1092 à 1097 et de 1100 à sa mort en 1113 ;
- Luitpold, prince de Znojmo de 1092 à 1097 et de 1100 à sa mort en 1112.

## Sources
- Francis Dvornik, Les Slaves histoire, civilisation de l'Antiquité aux débuts de l'Époque contemporaine, Paris, éditions du Seuil, 1970, 1196 p.
- Jörg K. Hoensch et Françoise Laroche (traduction) (trad. de l'allemand), Histoire de la Bohême : des origines à la révolution de velours, Paris, Éditions Payot, 1995, 523 p. (ISBN 2-228-88922-9), p. 50,51,59,61.
- Pavel Bělina, Petr Čornej et Jiří Pokorný, Histoire des Pays tchèques, Points Histoire U 191, Éditions du Seuil, (Paris 1995) (ISBN 978-2-02-020810-9).
- (de) Europäische Stammtafeln : Les familles féodales de France, I-II, vol. 3, Francfort-sur-le-Main, Vittorio Klostermann, Gmbh, 2004 (ISBN 3-465-03292-6), Die Herzoge von Böhmem I und die Fürsten von Mähren (Die Przemysliden)  Tafel 54.